# 류일용
유일용(1979년 11월 2일 ~ )은 대한민국의 방송 프로듀서이다.

## 경력
- 서령고등학교 졸업
- 경희대학교 영어학부 학사 졸업
- 2007년 OBS 경인TV 공채 1기 프로듀서
- 2011년 KBS 예능본부 프로듀서
- 2019년 2월 ~ 스페이스 래빗 프로듀서

## 연출 프로그램
- MBN - 모내기클럽
- MBN - 돌싱글즈
- MBN - 로또싱어
- MBN - 자연스럽게
- KBS - 1박 2일
- KBS - 불후의 명곡
- KBS - 사랑의 리퀘스트
- OBS 경인TV - 생방송 OBS
- OBS 경인TV - 으라차차 우리동네
- OBS 경인TV - 제1회 꿈꾸는 U 영상페스티벌 연출
- OBS 경인TV - 꿈꾸는 U
- OBS 경인TV - 코미디多 웃자GO
- OBS 경인TV - 데일리 연예프로그램 독특한 연예뉴스
- OBS 경인TV - 노랑부리백로
- OBS 경인TV - 생방송 투유 진행[1]